# Nothweiler

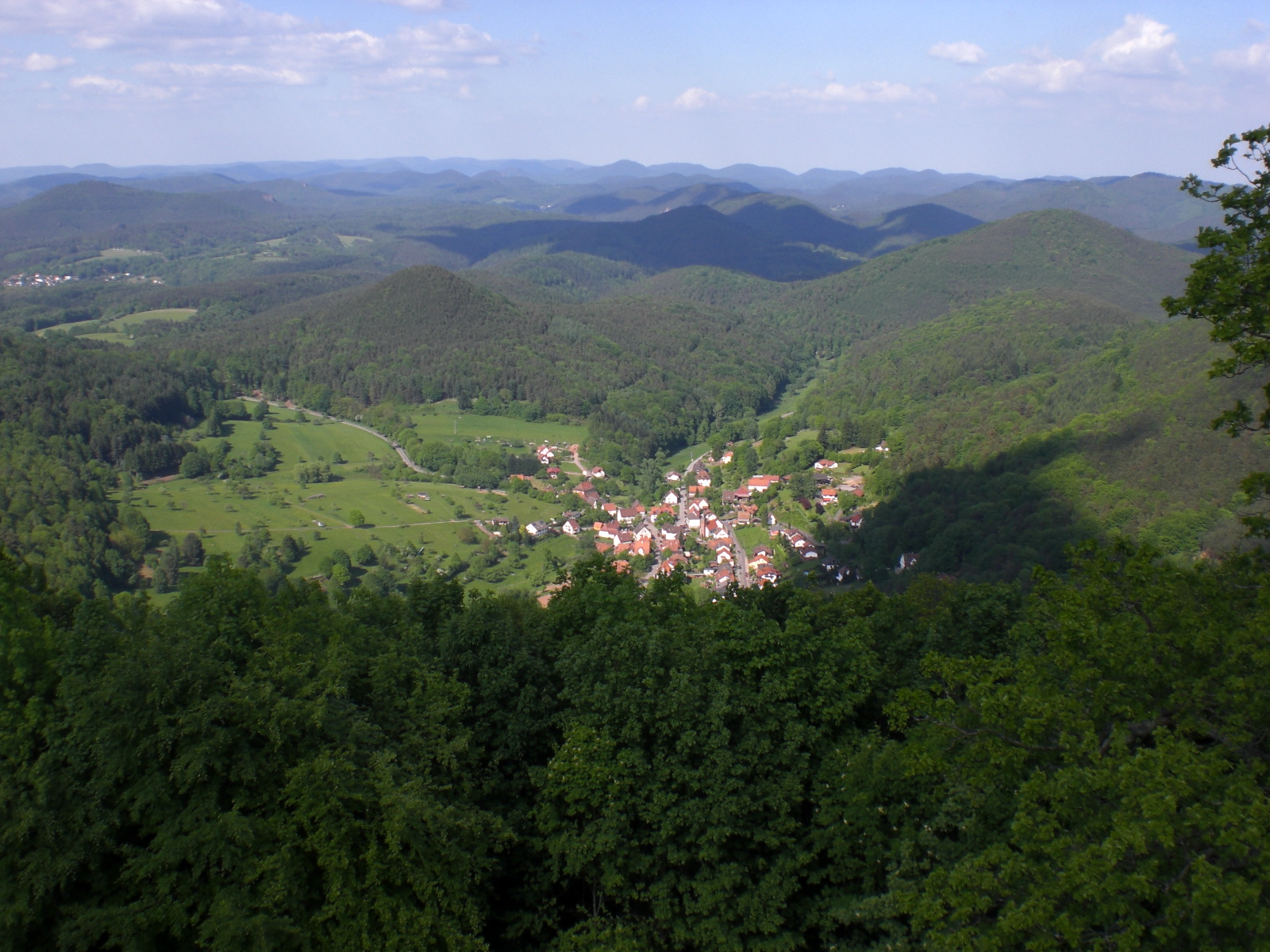
Ortsbild von Nothweiler aus der Perspektive der Hohenburg

Nothweiler ist eine Ortsgemeinde im Landkreis Südwestpfalz (Rheinland-Pfalz), innerhalb dessen sie gemessen an der Einwohnerzahl die zweitkleinste Ortsgemeinde darstellt. Sie gehört der Verbandsgemeinde Dahner Felsenland an, die ihren Verwaltungssitz in der Stadt Dahn hat. Nothweiler ist ein staatlich anerkannter Erholungsort und Grenzort zu Frankreich.

## Geographie

### Lage
Nothweiler liegt im Wasgau, wie der Südteil des Pfälzerwaldes auch genannt wird, im sogenannten Dahner Felsenland unmittelbar an der Grenze zum französischen Elsass. Nachbargemeinden sind – im Uhrzeigersinn – Bundenthal, Bobenthal, Wingen und Schönau.

### Erhebungen
Unmittelbar nördlich des Siedlungsgebiets erstreckt sich das Mäuerle, das sich größtenteils bereits auf der Gemarkung von Bundenthal befindet. Im Osten der Gemarkung erhebt sich der Kolbenberg. Im Südwesten der Gemarkung an der Grenze zu Schönau und zu Frankreich erstreckt sich der Schlossberg, weiter nördlich ebenfalls an der Grenze zu Schönau, der 530 Meter messende Kuhnenkopf. Genau an der Grenze zu Frankreich befindet sich der 498 Meter hohe Kappelstein.

### Geologie
Vor Ort kommen die Mineralien Wulfenit, Posnjakit und Ranciéit vor.

## Geschichte
Bis Ende des 18. Jahrhunderts gehörte Nothweiler zu Pfalz-Zweibrücken. 1793 war der Ort teilweise Schauplatz des Gefechts, an dem das französische 46e régiment d’infanterie beteiligt war.
Von 1798 bis 1814, als die Pfalz Teil der Französischen Republik (bis 1804) und anschließend Teil des Napoleonischen Kaiserreichs war, war der Ort in den Kanton Pirmasens eingegliedert und unterstand der Mairie Schönau. 1815 wurde der Ort Österreich zugeschlagen. Bereits ein Jahr später wechselte der Ort wie die gesamte Pfalz in das Königreich Bayern. 1817 wechselte Nothweiler in den neu geschaffenen Kanton Dahn. Von 1818 bis 1862 gehörte die Gemeinde dem Landkommissariat Pirmasens an; aus diesem ging das Bezirksamt Pirmasens hervor.
1939 wurde sie in den Landkreis Pirmasens (ab 1997 Landkreis Südwestpfalz) eingegliedert. Da sich Nothweiler in der Roten Zone befand wurden die Bewohner mit Beginn des Zweiten Weltkriegs vorübergehend evakuiert. Nach dem Krieg wurde die Gemeinde innerhalb der französischen Besatzungszone Teil des 1946 neu gebildeten Landes Rheinland-Pfalz. Im Zuge der ersten rheinland-pfälzischen Verwaltungsreform wurde Nothweiler 1972 der neugeschaffenen Verbandsgemeinde Dahner Felsenland zugeordnet. 1979 erhielt die Gemeinde Bronze beim Wettbewerb Unser Dorf soll schöner werden.

## Bevölkerung

### Einwohnerentwicklung
1815 hatte Nothweiler insgesamt 279 Einwohner. Im Verlauf der letzten 200 Jahre halbierte sich die Zahl. 1928 lebten im Ort 209 Bewohner, 2018 waren es lediglich 136.

### Religion

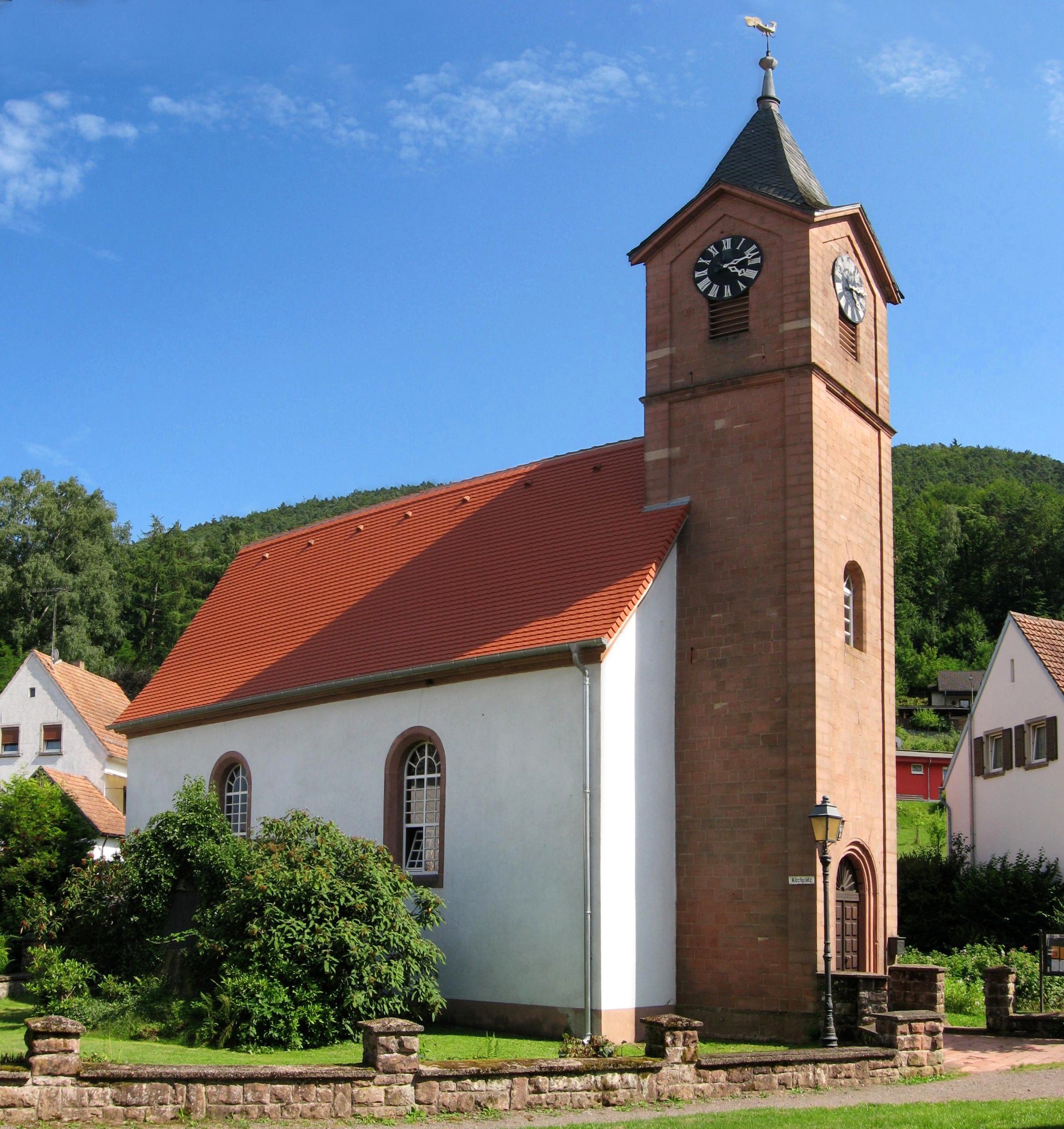
Evangelische Kirche

1928 lebten im Ort 183 Protestanten und elf Katholiken. Erstere gehörten zur Pfarrei Rumbach und letztere zu derjenigen von Schönau.
2012 waren 62,2 Prozent der Einwohner evangelisch und 24,3 Prozent katholisch. Die übrigen gehörten einer anderen Religion an oder waren konfessionslos. Die Katholiken gehören zum Bistum Speyer und unterstehen dort dem Dekanat Pirmasens, die Evangelischen zur Protestantischen Landeskirche Pfalz. Vor Ort existiert eine evangelische Kirche.

## Politik

### Gemeinderat
Der Gemeinderat in Nothweiler besteht aus sechs Ratsmitgliedern, die bei der Kommunalwahl am 9. Juni 2024 in einer Mehrheitswahl gewählt wurden, und dem ehrenamtlichen Ortsbürgermeister als Vorsitzendem.

### Bürgermeister
Ingo Schuster wurde am 1. Juli 2024 Ortsbürgermeister von Nothweiler. Bei der Direktwahl am 9. Juni 2024 hatte er sich mit einem Stimmenanteil von 71,9 % gegen einen Mitbewerber durchgesetzt.
Schusters Vorgängerin war Nicole Grüny (Amtszeit 2019–2024). Zuvor hatten Kurt Görtler (2009–2019) und Heinz Biehler (1979–2009) das Amt inne.

### Wappen
| Wappen von Nothweiler | Blasonierung: „In Blau auf grünem Dreiberg eine dreitürmige silberne Burg, oben beseitet von je zwei gekreuzten blauen Schlägeln.“                        |
| Wappen von Nothweiler | Wappenbegründung: Die Schlägel verweisen auf den einst praktizierten Bergbau im Gemeindegebiet Es wurde 1977 von der Bezirksregierung Neustadt genehmigt. |

## Kultur

### Bauwerke
Kulturdenkmäler

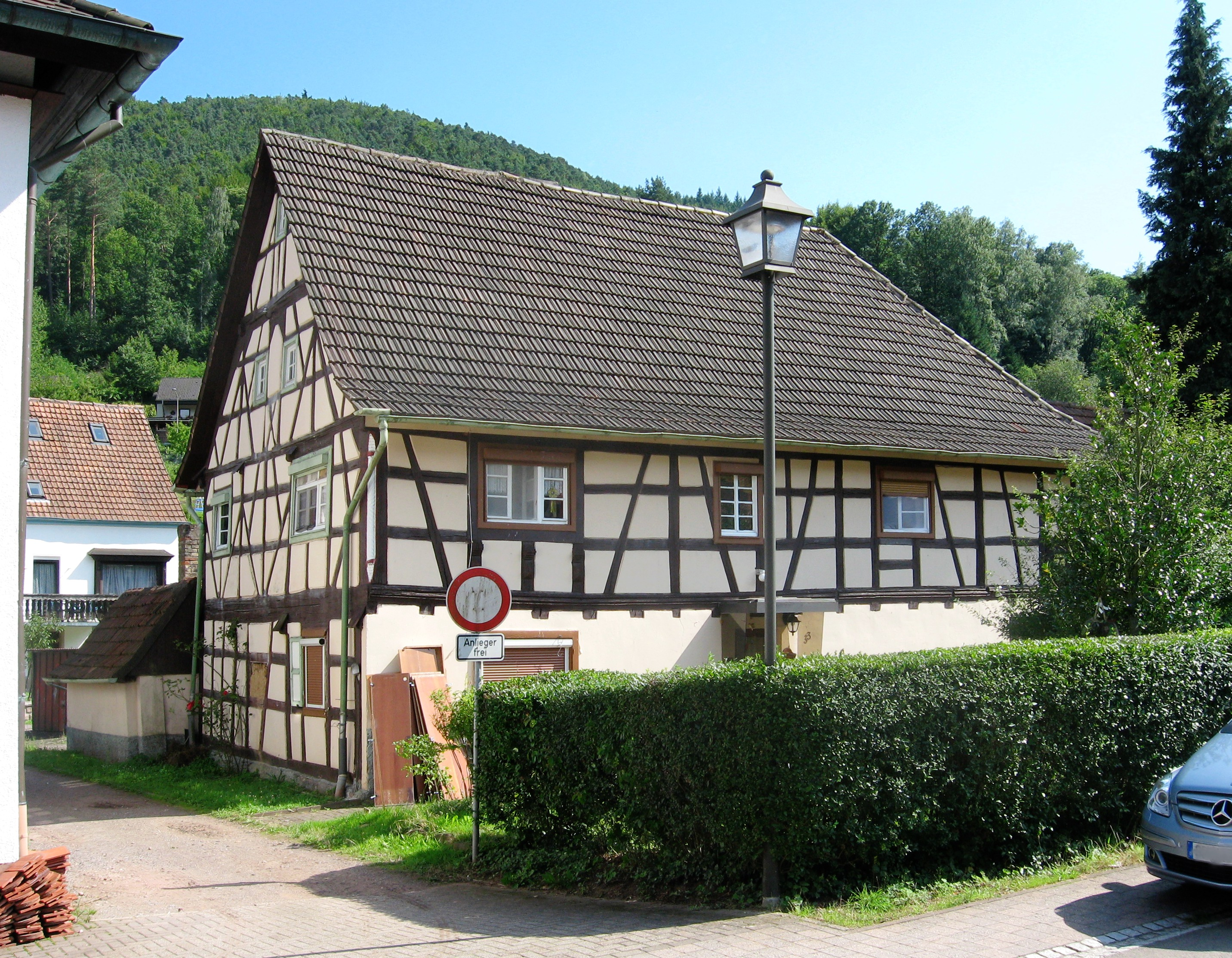
Denkmalgeschütztes Quereinhaus

Vor Ort existieren insgesamt 18 Objekte, die unter Denkmalschutz stehen, darunter die Rittersteine 9 und 10. Letztere tragen beide jeweils die Inschrift Glückauf L. v. G. 1838 und weisen auf den einst vor Ort betriebenen Bergbau hin.
Sonstige Bauwerke
Von 2001 bis 2012 befand sich vor Ort mit dem Instrumentarium ein Museum. Der Graf-Zeppelin-Brunnen erinnert an den Besuch von Ferdinand Graf von Zeppelin in Nothweiler. Die bereits auf Gemarkung von Schönau befindliche Wegelnburg ist die höchstgelegene Burg in der Pfalz. Jenseits der Grenze liegen Hohenburg, Löwenstein und Burg Fleckenstein.

### Natur
Nothweiler liegt im Naturpark Pfälzerwald, der wiederum Bestandteil des Biosphärenreservats Pfälzerwald-Vosges du Nord ist. Im Westen der Gemarkung erstreckt sich außerdem das Naturschutzgebiet Zeppelinhalde.

## Wirtschaft und Infrastruktur

### Wirtschaft
Östlich des Siedlungsgebiets liegt das Besucherbergwerk der alten Grube Sankt-Anna-Stollen Nothweiler; in dieser wurde Eisenerz mit einem hohen Gehalt an Mangan abgebaut.

### Verkehr

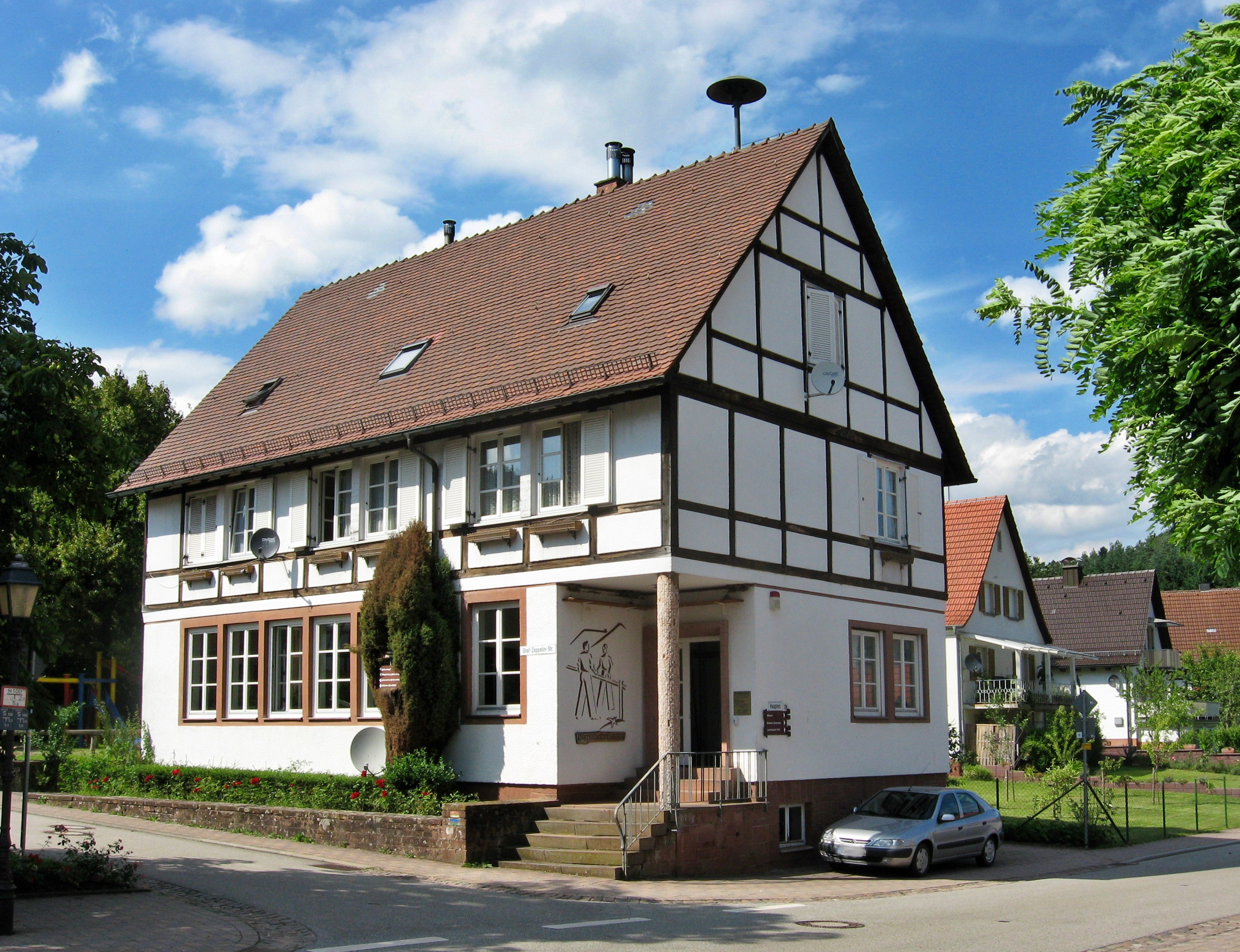
Kreisstraße 46 in Nothweiler, im Vordergrund das Gemeindehaus; bis 2012 beherbergte es das sogenannte „Instrumentarium“

Die Kreisstraße 46 verbindet Nothweiler mit Rumbach und Niederschlettenbach; darüber hinaus existiert eine Straße nach Wingen. Von 1924 bis 1930 besaß Nothweiler einen Haltepunkt an der Wasgauwaldbahn, der sich weitab von der Gemeinde auf der Gemarkung von Rumbach befand. Nächstgelegene Bahnstation ist seither der Bahnhof Bundenthal-Rumbach an der Wieslauterbahn.

### Tourismus
Durch Nothweiler führt der von Hornbach nach Bundenthal verlaufende Hornbach-Fleckenstein-Radweg.
Des Weiteren verlaufen der mit einem blauen Balken markierte Fernwanderweg Staudernheim–Soultz-sous-Forêts sowie ein Wanderweg, der mit einem grünen Balken markiert ist durch das Gemeindegebiet. Genau entlang der Gemarkungsgrenze zu Schönau verläuft der mit einem roten Balken gekennzeichnete Fernwanderweg Donnersberg–Donon.